# FK Varnsdorf
FK Varnsdorf is een Tsjechische voetbalclub uit Varnsdorf. De club is in 1938 opgericht. In het seizoen 2013/14 komt FK Varnsdorf uit op het op een na hoogste niveau in Tsjechië, de Fortuna národní liga. Tot 2011 voetbalde de club onder de naam SK Slovan Varnsdorf. In het seizoen 2014/15 eindigde de club op een tweede plaats achter SK Sigma Olomouc, een plaats die recht geeft op promotie naar de Synot liga. Doordat het stadion van FK Varnsdorf echter niet aan de eisen voldeed, besloot de leiding van de club de promotie te weigeren. In plaats van Varnsdorf promoveerde FC Fastav Zlín.

## Naamswijzigingen
- 1938 – opgericht als SK Hraničář Varnsdorf (Sportovní klub Hraničář Varnsdorf)
- 1939 – opheffing van de club
- 1945 – heropgericht als SK Hraničář Varnsdorf (Sportovní klub Hraničář Varnsdorf)
- 1953 – DSO Jiskra Elite Varnsdorf (Dobrovolná sportovní organisace Jiskra Elite Varnsdorf)
- 1954 – fusie met Sokol Velveta Varnsdorf → DSO Jiskra Varnsdorf (Dobrovolná sportovní organisace Jiskra Varnsdorf)
- 1957 – fusie met DSO Spartak Varnsdorf → TJ Slovan Varnsdorf (Tělovýchovná jednota Slovan Varnsdorf)
- 1996 – SK Slovan Varnsdorf (Sportovní klub Slovan Varnsdorf)
- 2011 – FK Varnsdorf (Fotbalový klub Varnsdorf, a.s.)

## Bekende (oud-)spelers
- Ronald Hikspoors